# Цыу, Николай Антонович
Никола́й Анто́нович Цы́у (рум. Nicolae Țîu; род. 25 марта 1948, с. Нижний Андруш, Кагульский район, Молдавская ССР, СССР) — советский и молдавский государственный деятель, дипломат. Доктор экономических наук.
Министр иностранных дел ССР Молдова / Министр внешних связей ССР Молдова / Министр иностранных дел Республики Молдова (1990—1993). Посол Республики Молдова в США, Канаде и Мексике (1993—1998).

## Биография

### Образование
Окончил Кишиневский сельскохозяйственный институт по специальности «инженер-механик».
Окончил аспирантуру Академии общественных наук при ЦК Болгарской коммунистической партии (София). Доктор экономических наук.
Владеет английским, болгарским, французским и русским языками.

### Трудовая деятельность
После окончания института работал инженером, главным инженером совхоза, председателем колхоза, председателем объединения механизации и электрификации сельскохозяйственного производства в Унгенском районе Молдавской ССР (1970—1978). Член КПСС с 1973 по 1991.
С 1978 по 1986 — секретарь Унгенского, первый секретарь Кагульского райкомов партии Молдавской ССР, инструктор, заведующий отделом ЦК Компартии Молдавии.
С 1986 по 1990 — первый секретарь Кишинёвского горкома КП Молдавской ССР. На первом пленарном заседании после XVI съезда КПСС (23—24 января 1986) был избран начальником Сельскохозяйственного отдела ЦК КПСС. В июле 1986 Владимир Киктенко был исключен из Бюро ЦК, а на его место был выдвинут Цыу.
С 1989 по 1992 — народный депутат СССР от Кишинёвского — Октябрьского территориального избирательного округа № 696 ССР Молдова. Член плановой и бюджетно-финансовой комиссии Совета Союза Верховного Совета СССР.
С 6 июня по октябрь 1990 — министр иностранных дел ССР Молдова.
С октября 1990 по декабрь 1991 — министр внешних связей ССР Молдова.
С 6 июня 1990 по 26 октября 1993 — министр иностранных дел Республики Молдова.
С 28 октября 1993 по 13 июля 1998 — чрезвычайный и полномочный посол Республики Молдова в США, Канаде и Мексике по совместительству.

### Научная деятельность
С 2002 — профессор кафедры экономики и международных экономических отношений Международного независимого университета Молдовы.
С 2011 по 2015 — проректор по международным отношениям Международного независимого университета Молдовы.
С 2015 — профессор кафедры международных экономических отношений Академии экономического образования Молдавии.
Опубликовал 12 монографий и 150 статей в Молдавии, США, Румынии, России, Украине и Южной Корее.

## Награды
СССР
- Орден Дружбы народов (1976)

Молдавия
- Орден Почёта (2012)
- Орден «Трудовая слава»